# Козият рог (разказ)
„Козият рог“ е един от най-популярните разкази на Николай Хайтов, публикуван в сборника „Диви разкази“.

## Сюжет
Внимание:  Текстът по-долу разкрива сюжета на произведението (или части от него)!
Турско робство. Турчинът Дели Мустафа изнасилва красивата жена на Караиван, вследствие на което тя не може да преживее шока и умира. След тази случка, обезумелият от мъка вдовец и дъщеря му Мария се преселват да живеят далече, в планината, изолирани от света. Всички мислят, че е изгубил разсъдъка си, но постепенно турци, извършили безчинства спрямо един или друг рая, бива открит мъртъв, промушен от кози рог в гърдите. Никой не успява да открие убиеца, а поробеното население постепенно започва да си отдъхва, вярвайки, че „козият рог“ е отмъстител и техен закрилник от душманите-турци. На едно от празничните хора в селото се появява кръшна девойка, танцува, но по време на танца от пазвата и пада кози рог и хората разбират, че тя е убийцата – дъщерята на Караиван Мария. За да не я заловят, тя сама се хвърля в пропастта и умира, а баща и успява да избяга в манастир. На смъртния си одър се изповядва и разкрива, че цял живот е отглеждал Мария като мъж, за да може един ден от ръката и да падат убити душманите, да отмъщава за неправдите и най-вече за смъртта на майка си; дори убива овчаря, в който Мария е започнала да се влюбва и да се пробужда жената у нея...